# 性爱狂想曲
《性爱狂想曲》（日语：みんな〜やってるか!），1995年2月11日上映于日本的喜剧片。萬代影視株式會社與北野事務所聯合作品，片頭北野武電影，本片北野武身兼導演、編劇、監製及演員。（北野武僅在最後二十分鐘才出場，飾演隱形博士。)

## 剧情
朝男受到日本情色文化的熏陶，加上年纪已经成熟且自己没有妻室，饱受性需求的折磨。他觉得自己必须装作格调高雅才能被人接受，而伪装的条件就是必须有一辆车子。他在车店里买了一部可以在驾驶室做爱的高档小车。往后的日子里，他经常在各大公路转悠，接送女乘客，而且见面就问“你喜欢在车里做爱吗”，导致路人对他经常大骂。
一日，朝男在路上看到敞篷车上美女穿着比基尼泳衣招摇过市，便决心买一部敞篷车来吸引女子。数日之后，他把爷爷的肝脏和肾脏卖掉，到了车店里买了一部敞篷车。而这部车是一部散架拼装的老车，不得已第二天就当废品卖掉了。
一日，朝男在路上偷盗了别人一部小车，但是刹车是坏的，导致他撞在别人的房子上。此时的朝男已经没有一分钱了，不得已，他开始料想未来的生活。
一日，朝男到戏剧组去应聘当了演员，结果把戏剧组搞得一团糟。他被戏剧组辞退，去矿场当了矿工，结果在矿底抽烟引发氣爆。随后，他陆续做了黑社会成员、贩毒集团成员，这一切都只是为了追女和泡妞，但是都没有成功。

## 演员
| 演员             | 角色     | 備註                       |
| 饭塚实           | 朝男     | 喜好追女和泡妞的中年男人。 |
| 日野阳仁         |          | 车店老板。                 |
| 小林昭二         |          | 地球防卫军队队长。         |
| 左时枝           |          | 朝男的母亲。               |
| 久保晶           |          | 银行的行长。               |
| 高木均           |          | 座头市的市长。             |
| 北野武           | 立花先生 | 隱形博士。                 |
| 宮部昭夫         |          |                            |
| 松金よね子       |          | 70:08 生日蛋糕(妻)。       |
| 新堂有望         |          | 88:24 AV女優。             |
| チャンバラトリオ |          | 眾角頭老大                 |
| 东国原英夫       |          | 50:31 驗毒師               |

## 音樂
| 出場序 | 原曲名                 | 中譯名         | 演唱       | 作詞   | 作曲     |
| 片尾曲 | さよならはダンスの後に | 再見一舞之後   | 倍賞千恵子 | 橫井弘 | 小川寬興 |
|        | リンゴの唄             | 蘋果頌         | 並木路子   |        |          |
|        | 若いお巡りさん         |                | 曽根史郎   |        |          |
|        | 真夏のできごと         | 盛夏的故事     | 平山三紀   |        |          |
|        | 伊勢佐木町プルース     | 伊勢佐木街藍調 | 青江三奈   |        |          |
|        | 月の法善寺橫町         |                | 中村美律子 |        |          |
|        | 宇宙マーチ             |                |            |        |          |
|        | 恋をするなら           | 如果戀愛的話   | 橋幸夫     |        |          |